# Фондовая биржа Сан-Паулу
Фондовая биржа Сан-Паулу (порт. Bolsa de Valores, Mercadorias e Futuros de São Paulo) или Бове́спа (порт. Bovespa) — крупнейшая фондовая биржа в Латинской Америке. Расположена в центре крупнейшего города Бразилии — Сан-Паулу.
В мае 2008 года Bovespa объединилась с Бразильской торговой и фьючерсной биржей (Brazilian Mercantile & Futures Exchange), в результате чего образована одна из крупнейших в мире бирж BM&FBOVESPA.
16 июня 2017 г. Комиссия по ценным бумагам и биржам Бразилии одобрила изменение названия биржи BM&FBOVESPA S.A. на B3 S.A. — Brasil, Bolsa, Balcão. С этого момента фондовая биржа Сан-Паулу официально называется B3 S.A. — Brasil, Bolsa, Balcão (сокращенно — B3 S.A.).

## История
Биржа была основана 23 августа 1890 года и стала первой биржей в этой стране. До середины 1960-х годов все бразильские биржи, в том числе и Bovespa, были государственными корпорациями, обслуживающими фондовый рынок страны. Биржи были прочно связаны с министерством финансов, а брокеры назначались правительством. В результате реформы национальной финансовой системы и фондового рынка в 1965—1966 годах бразильские торговые площадки стали некоммерческими ассоциациями, обладающими административной, финансовой автономией. Начиная с этого времени, биржа развивалась, внедряя в свою деятельность новые технологии, такие, как электронные системы торгов, торги по телефону. С целью расширения доступа к рынку ценных бумаг Bovespa в 1999 году ввела электронные системы, позволяющие мелким и средним инвесторам принимать участие в торгах, а также систему вечерних электронных торгов, работающую после закрытия рынка.

## Текущее положение биржи
Bovespa является одной из крупнейших фондовых бирж в Латинской Америке. В 2004 году на бирже в среднем совершалось сделок с акциями на сумму 1,2 млрд BRL.

## Биржевые индексы
Основной индекс: Ibovespa (Bovespa Index) — включает самые разные активные акции на бирже, на которые приходится около 80 % операций.
В ноябре 1997 года индекс Bovespa упал более чем на 10 %, спровоцировав резкое снижение котировок по всей Южной Америке. Специалисты связали произошедшее с разразившимся в Юго-Восточной Азии валютно-финансовым кризисом.

## Происшествия
- 21 октября 2002 года представители полиции Бразилии сообщили, что им удалось обнаружить 30 кг взрывчатки, которую члены местной влиятельной преступной группировки намеревались использовать для осуществления взрыва в здании фондовой биржи в Сан-Паулу. Находка стала результатом следственных мероприятий, начатых после серии нападений на сотрудников полиции, а также ареста супруги одного из руководителей преступной группировки. В случае, если бы преступникам удалось реализовать свой замысел, фондовая биржа была бы полностью уничтожена.[1]
- 24 ноября 2006 года вооруженный мужчина пытался войти здание бразильской биржи, однако был задержан службой охраны здания и полицией. Торги на бирже не приостанавливались, поскольку мужчина так и не вошёл в здание.[2]